# Chiesa di San Matteo Piczulo
La Chiesa di San Matteo Piczulo si trova nel centro storico di Salerno vicino al complesso archeologico di San Pietro a Corte.

## Storia
La chiesa -detta anche Chiesa di San Matteo Piczulo poi Santo Stefano- fu fondata nel 970 da nobili longobardi (conte Gastaldo e moglie) vicino al torrente Lama e alla Chiesa di Santa Maria de Lama nel centro storico della Salerno longobarda. 
Il suo nome originale era "Chiesa di San Matteo e San Tommaso".
Un documento del 1087 testifica che si trova vicino ad un canale ed ha il soprannome "Piczulo", oppure "parvo". Nel Cinquecento la chiesa viene abbellita e decorata, venendo anche chiamata "Chiesa Santo Stefano" (a fianco della Chiesa di Santa Rita).
Nel 1812 la chiesa viene soppressa. Ridotta successivamente in pessimo stato, nella seconda metà del Novecento viene ristrutturata completamente. 
La sua vicinanza al contiguo Palazzo Fruscione ed alla Cappella Palatina la rende molto visitata da turisti, specialmente d'estate.